# Telesforo Ojea y Somoza

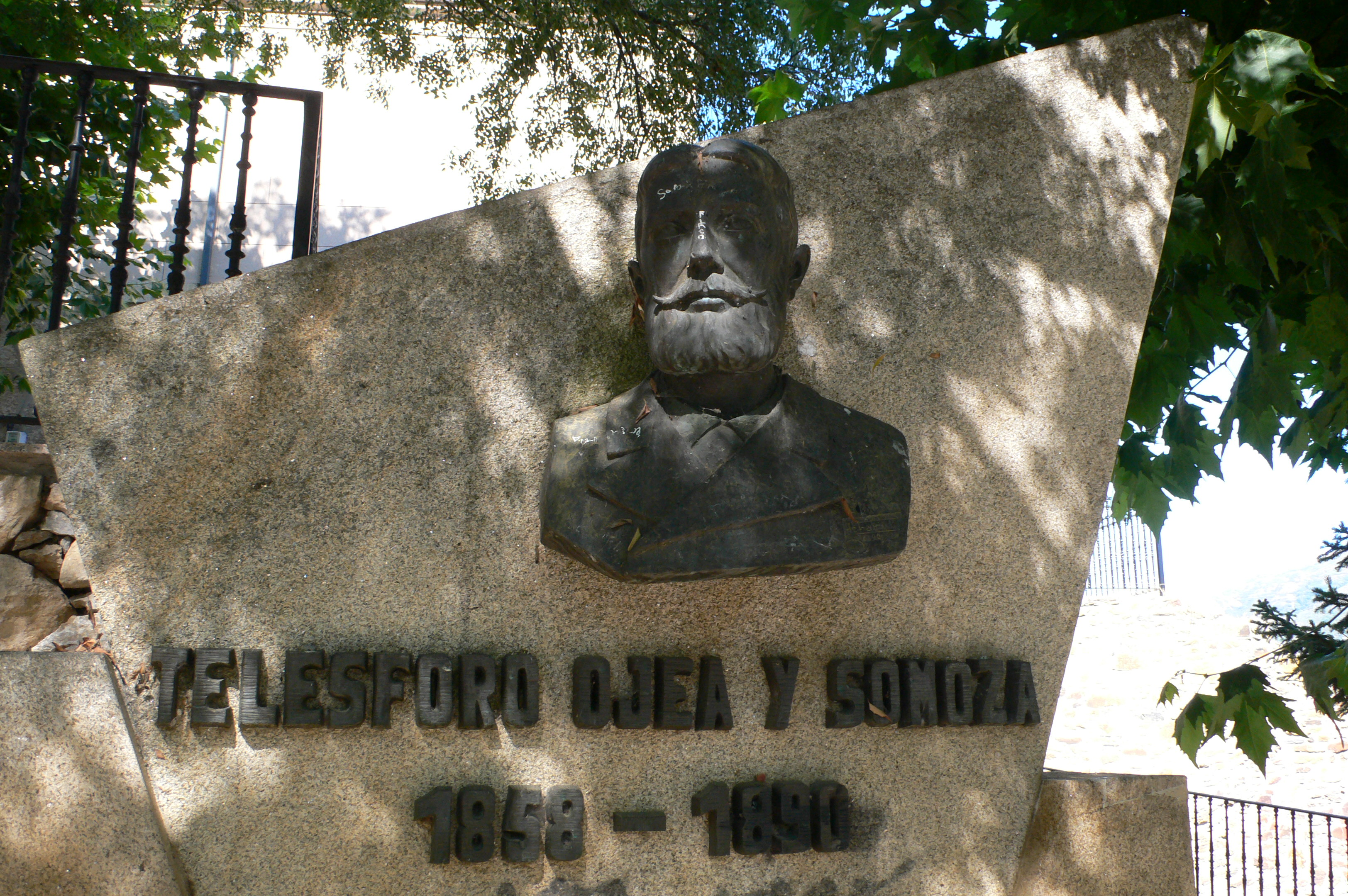
Monumento a Telesforo Ojea y Somoza.

Telesforo Ojea y Somoza (San Juan de Mosteiro, 1858-A Rúa, 1890) fue un publicista, ateneísta y orador español, de ideología republicana.

## Biografía
Nacido en la localidad lucense de Lama de Rei el 5 de enero de 1858, se licenció en Derecho tras estudiar en la Universidad Central y en la de Granada. De ideología republicano federal,  colaboró en la Revista de Legislación y Jurisprudencia y dirigió el diario madrileño La República desde su fundación hasta finales de 1885. Falleció el 22 de julio de 1890, en Casa Grande de Fontei (A Rúa).